# Kollafjörður (Húnaflói)
Kollafjörður – fiord w północno-zachodniej Islandii, położony w południowo-zachodniej części zatoki Húnaflói, we wschodniej części półwyspu tworzącego region Fiordów Zachodnich. Fiord wcina się na około 8 km w głąb lądu. Ma szerokość około 2 km. Jego wylot łączy się z wylotem położonego bardziej na północ większego fiordu Steingrímsfjörður. Przy wejściu do fiordu Kollafjörður znajduje się kilka wysepek, z których największa to Broddanesey. Tereny położone nad fiordem osiągają wysokość 200–300 m n.p.m.
Brzegi fiordu są bardzo słabo zaludnione. Wzdłuż jego wybrzeży biegnie droga nr 68. Pod względem administracyjnym należy do gminy Strandabyggð.